# بيزك
بيزك (بالعبرية: בֶּזֶק) هي شركة اتصالات إسرائيلية تأسست عام 1984 تعد من أكبر الشركات في إسرائيل في مجال الاتصالات والشبكات. تمتلك شركة بيزك بالكامل شركة بيليفون. وتمتلك 49% من اسهم شركة yes للخدمات الهندسية. وتمتلك أيضا شركة بيزك On-Line بملكية كاملة وفعالة هذه الشركة منذ سنة 2001، وهي رائدة بقدراتها؛ في مستوى الخدمة، وفي التكنولوجيا المتطورة التي تشغّلها.

## خدماتها
تقدم لزبائنها جميع الخدمات الخاصة بالاتصال الداخلي والخارجي والقطري. وايضا تقدم خدمات الانترنت بـعرض موجات واسع وخدمات أخرى لاتصالات معلوماتية؛ تلفزيون متعدد القنوات، خطوط ديجيتالية سريعة وشبكات خاصة.

## إحصائيات
عبر موقعها تبين شركة بيزك لديها تقريبًا، مليون خط إنترنت سريع بتكنولجية خط اشتراك رقمي غير متماثل.
أسهم بيزك متداولة في بورصة تل أبيب تحت رمز «BEZEQ»
ودائما ما يصرح مسئولين الشركة على أهمية الزبون لديهم وأن الزبون هو بالمقام الأول من أولوياتهم .

## المساهمة في المستوطنات الإسرائيلية
بعدما تبنى مجلس الأخلاقيات التابع لصندوق الثورة السيادي النروجي تفسيرًا أكثر صرامة لمعايير الأخلاقيات المتعلقة بالشركات التي تساعد إسرائيل في الأراضي الفلسطينية المحتلة، أعلن الصندوق السيادي النرويجي، في 3 ديسمبر 2024، بيع جميع أسهمه في شركة بيزك لتقديمها خدمات الاتصالات في المستوطنات الإسرائيلية في الضفة الغربية المحتلة.

## وصلات خارجية
- الموقع الرسمي باللغة العربية